# Sympherobius riudori
Sympherobius riudori är en insektsart som beskrevs av Navás 1915. Sympherobius riudori ingår i släktet Sympherobius och familjen florsländor. Inga underarter finns listade i Catalogue of Life.